# Manisaspor
Ne doit pas être confondu avec Manisa FK.
Maillots
Actualités
Manisaspor est un club de football turc basé à Manisa.

## Histoire
Manisaspor est créé à l'origine en 1931, mais la date officielle utilisée est 1965.

## Parcours
- Championnat de Turquie : 2005-2008, 2009-2012
- Championnat de Turquie D2 : 1964–1978, 1980–1983, 1991–1993, 1994–1995, 2002–2005, 2008–2009, 2012–2015, 2016–
- Championnat de Turquie D3 : 1978–1980, 1984–1991, 1993–1994, 1995–2002, 2015–2016

## Joueurs emblématiques
- Arda Turan
- Burak Yılmaz
- Caner Erkin
- Ferhat Öztorun
- Hakan Balta
- Selçuk İnan
- Sinan Kaloğlu
- Ufuk Ceylan
- Uğur İnceman
- Petr Johana
- Josh Simpson
- Stéphane Borbiconi
- Oumar Kalabane
- Lukas Zelenka
- Filip Hološko